# NGC 4863
NGC 4863 é uma galáxia espiral (S0-a) localizada na direcção da constelação de Virgo. Possui uma declinação de -14° 01' 46" e uma ascensão recta de 12 horas, 59 minutos e 42,5 segundos.
A galáxia NGC 4863 foi descoberta em 1886 por Frank Leavenworth.